# ببكة
البَبْكَة هو خبز مضفر حلو (وليس كعكة) نشأ في المجتمعات اليهودية في بولندا وأوكرانيا. تحضر بعجينة خميرة تُلف وتُدهن بحشوة مثل الشكلاط أو القرفة أو الفاكهة أو الجبن ثم تُلف وتُضفر قبل الخبز.

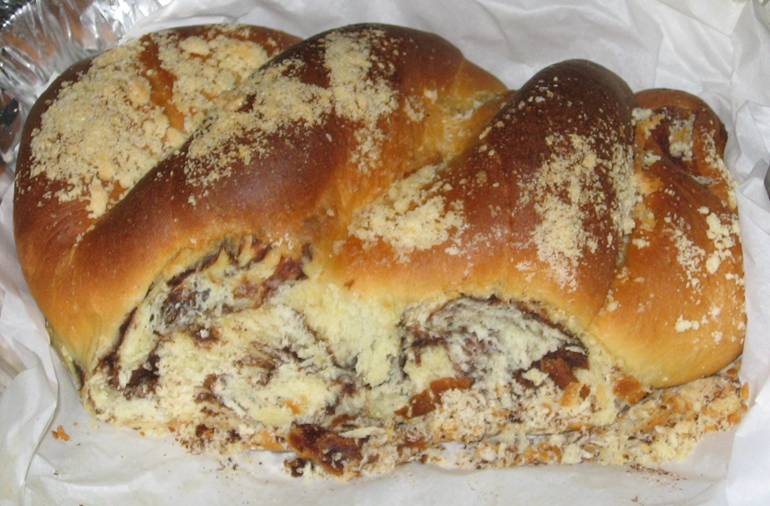
ببكة شكلاط مصنوعة من عجينة شبيهة بحبة الحلة ومغطاة ستروسل